# 本の収集
本の収集（ほんのしゅうしゅう）とは、本・書物・書籍の、収集・蒐集・コレクションのことである。興味の対象である本を探し、取得し、所蔵し、蔵書目録を作成したり、保存維持したりすることが含まれる。書物収集（しょもつしゅうしゅう）、書籍収集（しょせきしゅうしゅう）、蒐書（しゅうしょ）などともいう。
書物への愛はビブリオフィリア (英: bibliophilia) といい、書物を愛する者、愛書家をビブリオフィル (英: bibliophile) という。偏執的に収集する者をビブリオマニアという。

## 関連文献
- 辰野隆「愛書癖」青空文庫、底本「辰野隆随想全集2　え・びやん」福武書店、1983年
- 生田耕作編『愛書狂』白水社、1980年
  - ギュスターヴ・フローベール「愛書狂」
  - アレクサンドル・デュマ「稀覯本余話」
  - シャルル・ノディエ「ビブリオマニア」
  - フランソワ・アスリノー「愛書家地獄」
  - アンドルー・ラング「愛書家煉獄」収録
- 川瀬一馬『日本における書籍蒐蔵の歴史』ぺりかん社、1999年 / 吉川弘文館、2019年